# Salvat Ier d'Iharse
Pour les articles homonymes, voir Salvat.
Salvat  Ier d'Iharce est un évêque de Tarbes, décédé le 3 juin 1601 à Tarbes.

## Biographie
Salvat d'Iharse ou Diharce serait né à Bardos bien que certains auteurs le disent originaire de La Bastide-Clairence. Son père était homme de loi (praticien) et agent d'affaires à Bardos. Il eut deux frères qui exercèrent des fonctions municipales : le premier, Pierre, fut baile (bailli) de Bidache, le second, Bernard, baile de La Bastide-Clairence.
Salvat Diharce, prêtre titulaire de l'abbaye d'Arthous (à Hastingues) fut désigné par le roi Henri III évêque de Tarbes le 19 juin 1577, et fut confirmé à cet évêché le 29 février 1580. Salvat d'Iharse est placé à l'épiscopat par Philibert de Gramont († 1580) dont le frère Théophile de Grammont († 1597), usurpe les prérogatives de l'évêque et les bénéfices ecclésiastiques du diocèse. Il contraint le prélat à se contenter d'une pension de 8.000 livres ramenée à 300 en 1580.L'épiscopat de Salvat d'Iharse est par ailleurs marqué par l'intensification des guerres de Religion dans la région, par la mise à sac de Vic-en-Bigorre et de Lescurry et finalement par le pillage de Tarbes par les Ligueurs le 12 octobre 1592 
L'évêque conféra le diaconat à saint Vincent de Paul. Il se démit de son évêché en faveur de son neveu Salvat d'Iharce et décède peu après, le 3 juin 1601. Son neveu et successeur, Salvat II d'Iharse , est le fils de Pierre Diharce, et occupe le siège épiscopal de Tarbes de 1602 à sa mort survenue à Tarbes le 7 octobre 1648.

## Héraldique
|  | Les armes des Diharce se blasonnent ainsi : Ecartelé aux 1 et 4 d'or à un et quatre ours (alias sangliers) de sable ; aux 2 et 3 d'or à deux et trois arbres de sinople. |